# لینیه کلر

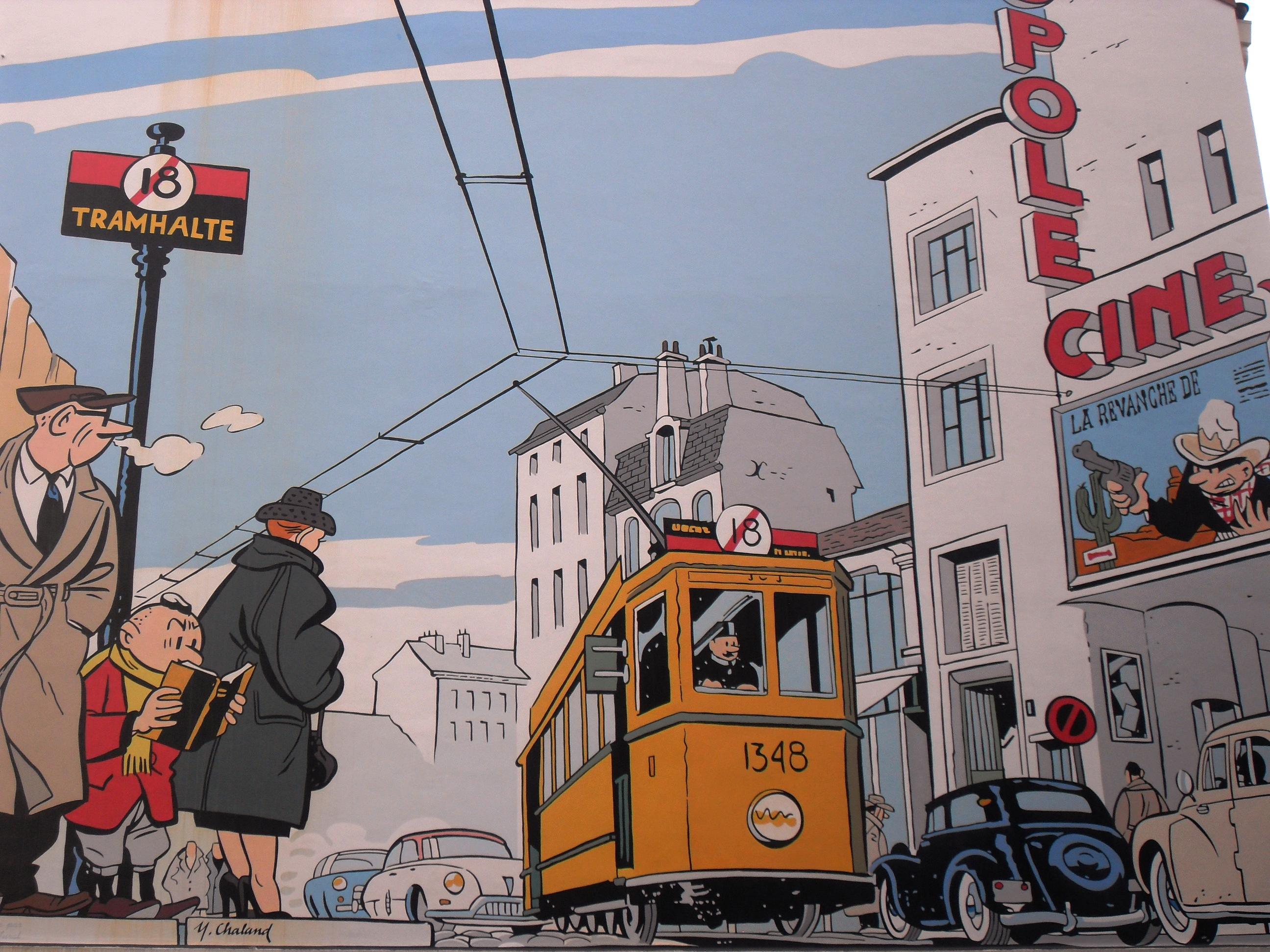
ایو چلاند: آلبرت جوان،(کمیک بروکسل)

لینیه کلر (به فرانسوی: Ligne claire) به معنی خط واضح، یک سبک رسم داستان مصور است. در این شیوه از خطوط واضح با ضخامت یکسان و رنگ‌های شفاف استفاده شده و از هاشور استفاده نمی‌شود. پیشتاز این سبک هرژه خالق ماجراهای تن‌تن و میلو بود.